# Уильямс, Барни
Барни Гильермо Уильямс (англ. Barney Guillermo Williams; род. 13 марта 1977, Сан-Мартин-де-лос-Андес, Неукен) — канадский гребец, выступавший за сборную Канады по академической гребле в период 1997—2007 годов. Серебряный призёр летних Олимпийских игр в Афинах, чемпион мира, победитель и призёр этапов Кубка мира, традиционной регаты «Оксфорд — Кембридж».

## Биография
Барни Уильямс родился 13 марта 1977 года в городе Сан-Мартин-де-лос-Андес провинции Неукен, Аргентина.
Заниматься академической греблей начал в 1992 году, проходил подготовку в Виктории, Британская Колумбия, в местном одноимённом клубе. Учился в школе Upper Canada College в Торонто, затем в Викторианском университете и в Колледже Иисуса Оксфордского университета.
Дебютировал на международном уровне в сезоне 1997 года, став пятым в восьмёрках на молодёжном Кубке наций в Милане. Год спустя на Кубке наций в Янине занял в той же дисциплине седьмое место.
В 1999 году вошёл в основной состав канадской национальной сборной и выступил в восьмёрках на этапах Кубка мира в Вене и Люцерне — финишировал здесь четвёртым и пятым соответственно.
В 2003 году в распашных безрульных четвёрках одержал победу на этапе Кубка мира в Люцерне и на мировом первенстве в Милане.
Выиграв этап Кубка мира 2004 года в Мюнхене, благополучно прошёл отбор на летние Олимпийские игры в Афинах. В программе четвёрок без рулевого в решающем заезде пришёл к финишу вторым позади команды из Великобритании и тем самым завоевал серебряную олимпийскую медаль.
После афинской Олимпиады Уильямс ещё в течение некоторого времени оставался в составе гребной команды Канады и продолжал принимать участие в крупнейших международных регатах. Так, в 2005 году он выиграл бронзовую медаль в безрульных двойках на этапе Кубка мира в Итоне, тогда как на чемпионате мира в Гифу в восьмёрках сумел квалифицироваться лишь в утешительный финал В и расположился в итоговом протоколе соревнований на седьмой строке. Также, будучи в это время членом лодочного клуба Оксфордского университета, одержал победу в традиционной регате «Оксфорд — Кембридж», кроме того, занимал должность президента клуба.
На мировом первенстве 2006 года в Итоне в безрульных четвёрках стал восьмым.
В 2007 году в безрульных двойках был четвёртым и пятым на этапах Кубка мира в Люцерне и Линце соответственно, в то время как на чемпионате мира в Мюнхене занял 14 место в безрульных четвёрках.
Женат на известной канадской гребчихе Баффи-Линн Уильямс, призёрке Олимпийских игр и чемпионатов мира.
Впоследствии проявил себя на тренерском поприще, занимал должность главного тренера женской гребной команды Викторианского университета.